# المدرسة السلامية (الموصلية)
المدرسة السلامية  المعروفة أيضًا باسم المدرسة الموصلية، تُعد من أبرز المدارس المملوكية في القدس الشريف. أسسها الخواجا مجد الدين أبو الفدا إسماعيل، أحد كبار تجار القاهرة وأثريائها، في أوائل القرن الثامن الهجري (القرن الرابع عشر الميلادي). تقع المدرسة في حي باب العتم بالقدس، وتتميز بتصميمها المعماري الفريد الذي يعكس الطراز المملوكي.

## التأسيس والوقف
أسس الخواجا مجد الدين أبو الفدا إسماعيل المدرسة السلامية في أوائل القرن الثامن الهجري، ووقف عليها أوقافًا عديدة لضمان استمرارها. كانت المدرسة مخصصة لتعليم القرآن الكريم والحديث النبوي الشريف، وخاصة من كتاب صحيح البخاري. استمرت الدراسة فيها لمدة سنتين، وشهدت حركة فكرية نشطة في القدس خلال تلك الفترة. تقع المدرسة في حي باب العتم (شرف الأنبياء/فيصل) بالقدس، شمال المدرسة الدويدارية. تطل واجهتها الرئيسية على الجانب الشرقي من باب العتم، أما واجهتها الشمالية فتطل على طريق المجاهدين التي تؤدي إلى باب الأسباط في سور القدس.

## الهندسة المعمارية
تتميز المدرسة السلامية بضخامة مبناها وجمال بوابتها الرئيسية التي تعلوها صفوف بديعة من الحنيات المجوفة والمقببة المعروفة بالمقرنصات. تتألف المدرسة من طابقين وصحن مكشوف، يوجد في غربه إيوان كبير يحيط به عدد من الخلاوي. أما الطابق الثاني فيحتوي على عدد من الغرف التي أعدت لسكن الطلاب والمدرسين، ويتوصل إليها من الصحن المكشوف بوساطة سلم حجري.
تشير بعض دفاتر الطابو وسجلات محكمة القدس الشرعية العائدة إلى القرن السادس عشر إلى وقف المدرسة وموقعها ونسبتها إلى مكان ولادة الوقف. كما تكشف عن ترميمها في سنة 941هـ/1435م وعن سعة أوقافها التي شملت حصصًا في قرى نعلين وجبع والبطيخ والبيرة، إضافة إلى أراضٍ ومزارع أخرى في ظاهر القدس. كانت المدرسة مخصصة لتعليم القرآن الكريم والحديث النبوي الشريف، وخاصة من كتاب صحيح البخاري. استمرت الدراسة فيها لمدة سنتين، وشهدت حركة فكرية نشطة في القدس خلال تلك الفترة.